# كابس (ملكة)
كابس أو كابوس، وقرأ بيتري اسمها بشكل خاطئ على أنه شبس، هي ملكة مصرية قديمة غير حاكمة أو زوجة ملك عاشت خلال عهد الأسرة الثانية والعشرين، وهي زوجة الملك تاكيلوت الأول (تاكرت الأول) و أم الملك أوسركون الثاني (وسركن الثاني).

## التعرف عليها
الملكة كابس معروفة بشكل أساسي من لوحة باسنحور أو حورباسن في قراءات قديمة للاسم القائد العسكري والكاهن الأعظم للإله حرشف في مدينة إهناسيا أثناء حكم الملك ششنق الرابع والموجودة حالياً في متحف اللوفر، وهي الخاصة بالعجل حابي (أبيس كما سماه الإغريق) وتذكر أسلاف باسنحور، ويذكر «ابن الملك أوسركون - الثاني - والأم الإلهية كابس»، ولم يتم ذكر ألقاب أخرى للملكة كابس في مقبرة ابنها في تانيس، فينتهي نص الرثاء الجنائزي الملكي في المقبرة بالجملة المصرية القديمة «إرنف كابس» = «صنعتها - أي المقبرة - من أجله» فقط ودون أي ألقاب.